# TUIS
Unternehmen der chemischen Industrie aus Deutschland und Österreich unterhalten gemeinsam das Transport-Unfall-Informations- und Hilfeleistungssystem (Akronym: TUIS). Hier können rund um die Uhr Experten telefonisch erreicht werden, die Auskünfte über den Umgang mit Chemikalien bei einem Transportunfall geben können. 
Die Hilfe durch TUIS wird gegliedert in drei Stufen:
- Stufe 1: Telefonische Fachberatung
- Stufe 2: Beratung durch einen Fachberater vor Ort
- Stufe 3: Technische Hilfe am Unfallort mit Spezialgeräten und Bedienungs-Know-how durch Chemiewerkfeuerwehren

Angefordert werden kann die Hilfe nur von autorisierten Stellen wie Feuerwehren, Polizei, Wasserrechtsbehörden oder Eisenbahnbetreibern. Auf der Internetseite www.tuis.org findet sich der Zugang zur TUIS-Datenbank. Nach Eingabe der Postleitzahl des Unfallorts oder der UN-Nummer des Gefahrstoffs erscheint eine Liste mit Spezialisten oder Werkfeuerwehren in der Umgebung, die helfen können. Die Stoffliste der Datenbank ist an die ADR-Liste angelehnt.  
Dem TUIS-System gehören derzeit 130 Betriebe in Deutschland und 48 Betriebe in Österreich an. Derzeit existieren in Deutschland 13 rund um die Uhr erreichbare Notfallzentralen.
TUIS ist in ein wichtiges europäisches System der Hilfeleistung eingebunden, das sogenannte ICE-System des Dachverbands der europäischen chemischen Industrie (CEFIC).